# Verghese Kurien
Verghese Kurien (Kozhikode, Raj británico, 26 de noviembre de 1921 - Nadiad, India, 9 de septiembre de 2012) fue un ingeniero y empresario indio.
Conocido como el "Padre de la Revolución Blanca" en India, fue un emprendedor social, cuya "idea de mil millones de litros" convirtió la producción lechera en la industria autosostenible más grande de la India y en el empleo rural más grande sector que proporciona un tercio de todos los ingresos rurales. Convirtió a la India en el mayor productor de leche del mundo, duplicó la leche disponible para cada persona y cuadruplicó la producción de leche en 30 años.
Fue pionero con su modelo Anand de cooperativas lecheras y lo replicó en todo el país, basado en varios enfoques "de arriba hacia abajo" y "de abajo hacia arriba", donde no se rechazaba la leche de un agricultor y los consumidores pagaban entre el 70 y el 80% del precio, dinero en efectivo a los productores de leche que controlaban la comercialización, la adquisición y el procesamiento de la leche y los productos lácteos como propietarios de la lechería. Un invento en Amul fue la producción de leche en polvo a partir de leche de búfala en lugar de leche de vaca, que escaseaba en la India.
También hizo que la India fuera autosuficiente en aceites comestibles y luchó contra los "reyes del aceite", que utilizaron métodos turbios y violentos para imponer su dominio sobre la industria de las semillas oleaginosas.

## Educación e infancia
Kurien nació el 26 de noviembre de 1921 en Kozhikode, Kerala, hijo del cirujano civil Dr. P. K. Kurien, de una familia cristiana siria anglicana. Estudió en Diamond Jubilee Higher Secondary School, Gobichettipalayam, en el distrito Coimbatore (actual distrito Erode, Tamil Nadu) mientras su padre trabajaba en el hospital del gobierno de esa zona. Entró en Loyola College (una universidad afiliada a la Universidad de Madrás ) a los 14 años, graduado en física en 1940, y obtuvo un grado en ingeniería mecánica en la Universidad de Ingeniería, Guindy, que en aquella época también formaba parte de la Universidad de Madrás, en 1943. Su padre falleció cuando él tenía 22 años. Poco después, su tío-abuelo materno Cherian Matthai se hizo cargo de la familia Kurien y los trasladó a su casa en Trichur. Verghese quería alistarse en el ejército como ingeniero, pero su madre le persuadió para matricularse en el Instituto Técnico Tata Steel, en Jamshedpur, por recomendación de su tío, quien fue director del Tatas, y de donde se graduó en 1946.
Kurien se fue, solicitó una beca otorgada por el gobierno de la India y decidió estudiar ingeniería alimentaria. Su tío John Matthai, el ministro de Finanzas, se negó a pagarle la carrera. Fue enviado al Instituto Imperial de Ganadería en Bangalore (ahora, Instituto Nacional de Investigación Lechera, estación sur, Bengaluru) donde pasó nueve meses antes de ser enviado a Estados Unidos para estudiar en laUniversidad Estatal de Míchigan, con una beca del gobierno. Regresó con una licenciatura superior en ingeniería mecánica (metalurgia) con una especialización en física nuclear en 1948.
Más tarde dijo "fui enviado para estudiar ingeniería láctea (con la única beca del gobierno que tenía). Engañé un poco aun así," y "he estudiado ingeniería metalúrgica y nuclear, disciplina probablemente para ser de mucho más importante a largo plazo en  mi país independiente y, bastante francamente, a mí." dairying Entonces, y a Australia, cuándo  aprenda para instalar el Amul lácteo.

### Regreso
En 1949, Kurien fue enviado por el gobierno de India a su lechería experimental en Anand, provincia de Bombay (más adelante el estado de Bombay y ahora parte del estado de Gujarat, desde 1960) para servir como agente en la división láctea durante 5 años. Pasó tiempo yendo a la ciudad de Bombay los fines de semana y bajo el pretexto de trabajo, se ofreció como diseñador del equipo primitivo de la lechería Tribhuvandas Patel, quién buscó su ayuda para procesar la leche de los granjeros, que se habían reunido después de una huelga en 1946, y formaron una cooperativa para adquirir su leche cerca de Kaira (ahora Kheda).
Kurien decidió abandonar el trabajo del gobierno a medio camino y dejar Anand, pero fue persuadido por Patel para quedarse con él después de que los dejase, y ayudarle a formar su cooperativa láctea. Kurien estableció la Sociedad Lmitada Cooperativa de Productores de leche del Distrito de Kaira  (KDCMPUL) (popularmente conocida como Lácteos Amul), en Anand, en el año 1950.

## Vida laboral

### Fundación de la lechera y su estructura
Los trabajadores afrontaron un problema de fluctuaciones en la producción de leche, ya que en temporada alta (cuando los animales producen más leche) no encontraron compradores para el excedente y propusieron a la cooperativa convertir el sobrante en polvo. El compañero de Kurien en América e ingeniero lácteo H. M. Dalaya, a quien persuadió para que se quedara en Anand después de una visita, inventó el proceso de hacer leche en polvo y leche condensada a partir de leche de búfala en vez de leche de vaca. En India, la leche de búfala era abundante, mientras que la leche de vaca era escasa, a diferencia de en Europa. Por esta razón, Amul compitió exitosamente contra Nestle, el principal competidor de la industria láctea, y más tarde contra Glaxo en comida de bebé. Una investigación posterior de G. H. Wilster condujo a la producción de queso a partir de leche de búfala en Amul. Para abaratar costes, Kurien adquirió una unidad de embalaje de latas sujeto a la instalación lechera.
Amul organizó a los trabajadores lecheros en los pueblos directamente de cara a los consumidores en el mercado para eliminar intermediarios, asegurando unos ingresos regulares para ellos incluso durante la temporada baja, y productos de mejor calidad a un precio competitivo para los consumidores en el gran mercado de la ciudad accesible de Bombay, sobre "caminos de leche" y "cadenas de frío" bien pavimentadas. [cita requerida]

### Condiciones políticas y sociales
Kurien  y su mentor Patel fueron respaldados por algunos dirigentes políticos y burócratas, quienes vieron mérito en su modelo cooperativo pionero: labradores dispuestos a trabajar juntos para  producir y dispuestos a ser dirigido por profesionales mientras fuesen dueños de la cooperativa. India acababa de obtener libertad política de una potencia colonial a la que los líderes habían visto extorsionar injustamente con impuestos sobre la tierra a los agricultores que sufrían de malas cosechas. Había habido muchas hambrunas durante aquel régimen, y los dirigentes estuvieron preocupados por la seguridad alimentaria de la población. Como nación recién independizada, existía un deseo de obtener autosuficiencia en su producto consumido y un empuje hacia producción local en reemplazo de las importaciones. Además, estos dirigentes nacionalistas estuvieron influidos por los ideales socialistas de formación de capital social más que por la formación de activos de capital, y la filosofía de Gandhi de producción masiva triunfó en un país de recursos limitados. Al mismo tiempo, las políticas del nuevo gobierno eran abiertas a las habilidades y aprendizajes de expertos modernos, búsqueda, valor tecnológico, y ayuda del resto del mundo.
Los primeros trabajadores en la cooperativa pertenecían todos a la agrupación de castas de Patel, la cual ayudó a reunirlos a todos antes de que los trabajadores de otras castas se interesasen y participasen. Más que centrarse directamente en eliminar la casta y los conflictos de clases que se afianzan como intereses creados, Patel trabajó particularmente sobre la idea de que el interés económico propio de todas las secciones de la sociedad les ayudaría a hacer crecer su cooperativa.

### Consolidación
La cooperativa lechera de Amul se hizo popular. Dignatarios, investigadores, aprendices, y gente común visitarían Anand para aprender más sobre el tema. Anteriormente, el ex primer ministro Jawaharlal Nehru había visitado Anand para inaugurar la planta de Amul, la más grande de Asia, y elogió a Kurien por su innovador trabajo.
En 1956, Kurien visitó Nestlé en Suiza por invitación del ministro de Comercio e Industrias, para pedirles que redujeran las importaciones de la producción india y que se incorporasen más indios, pero le dijeron que la producción de leche condensada "no se podía dejar en manos de los nativos". Kurien regresó a la India e impulsó la producción y el mercado de leche condensada de Amul;  dos años después, el gobierno prohibió la importación de leche condensada al país. Amul también se enfrentó a una seria competencia de la mantequilla importada, especialmente de Nueva Zelanda. Nehru, que confiaba en Kurien, redujo las importaciones de mantequilla en conjunto, y Kurien prometió y entregó un aumento gradual de su producción para eliminar la escasez de mantequilla. Durante la guerra de Indochina de 1962, el gobierno confió en Kurien para proporcionar suministros al ejército. Tuvo que desviarlos de su mercado civil. Cuando Polson comenzó a apoderarse de su mercado, Kurien se aseguró de que el gobierno paralizase las líneas de producción de Polson, como parte del esfuerzo de guerra .

### Extensión a todo el país
En 1965, el primer ministro Lal Bahadur Shastri encargó a Kurien que replicara el esquema Anand de la lechería en todo el país, para lo cual Kurien fundó la Junta Nacional de Desarrollo Lechero (NDDB) bajo sus condiciones, que fuera independiente del control gubernamental y que se estableciera en Anand, lejos de las capitales y más cerca de los agricultores. Kurien era consciente de la intromisión de la clase política y los burócratas sentados en las capitales, haciéndolo saber desde el principio.
Se negoció con donantes como UNICEF para obtener ayuda y se enfrentó al gobierno de Nueva Zelanda y a grupos de presión en países, que se dio cuenta de que querían "convertir la ayuda en comercio" para sus empresas, contrario a su ideal de que la India se volviera autosuficiente. Usó las ganancias de la venta de esas "montañas y lagos" de dumping en los mercados indios como su "idea de mil millones de litros" para alentar el movimiento de ganado nativo de alto rendimiento a áreas urbanas y granjas lecheras en todo el país para estabilizar los mercados lácteos de las grandes ciudades.
La lechería Anand se reprodujo en los distritos de Gujarat que la rodean y él los puso a todos bajo la Gujarat Co-operative Milk Marketing Federation Ltd. (GCMMF) en 1973 para vender sus productos bajo una única marca, Amul. Muchos estados emularon la creación de sus federaciones basadas en este esquema con diversos grados de éxito, en particular, con la marca Nandini de Karnataka, la marca Saras de Rajasthan y la marca Sudha de Bihar.
Shastri también contó con la ayuda de Kurien para administrar el Plan Lechero de Delhi; Kurien corrigió rápidamente los precios.
En 1979, fundó el Instituto de Gestión Rural Anand (IRMA) para preparar a los administradores de las cooperativas.

### Intervención en otras marcas y ayudas internacionales
Kurien se inspiró en los métodos de los primeros ministrosIndira Gandhi y Rajiv Gandhi para establecer cooperativas y plantas, la intervención de Indira en frutas y verduras y la intervención de Rajiv en los mercados de semillas oleaginosas y aceites comestibles. Las marcas resultantes de estos: Dhara (Operación Golden Flow para aceites de cocina), Mother Dairy (Operación Flood) y Safal (para verduras) se han convertido en nombres familiares comunes.
Kurien fue crucial en la creación de cooperativas similares en toda la India y más allá. En 1979, el primer ministro Alexei Kosygin invitó a Kurien a la Unión Soviética en busca de asesoramiento sobre sus cooperativas. En 1982, Pakistán lo invitó a formar cooperativas lecheras, donde dirigió una misión del Banco Mundial. Alrededor de 1989, China implementó su propio programa similar a la Operación Inundación con la ayuda de Kurien y el Programa Mundial de Alimentos . El ex primer ministro Narasimha Rao buscó su ayuda para formar una cooperativa de productores de leche en el país vecino Sri Lanka, lo que se hizo en colaboración con NDDB a finales de 1997.

### Dominación del mercado y secuelas
En la década de 1990 presionó y luchó para evitar que las empresas multinacionales ingresaran al negocio de los lácteos, incluso cuando el país les abrió todos sus otros mercados después de décadas de protección. La India se convirtió en el mayor productor mundial de leche en 1998, superando a los Estados Unidos de América, con alrededor del 17 por ciento de la producción mundial en 2010-2011.
En 1998, Kurien convenció al ex primer ministro Atal Bihari Vajpayee para que nombrara a Amrita Patel como su sucesora en NDDB, a quien había preparado para mantener a los burócratas del gobierno alejados del cargo y proteger la independencia de NDDB del gobierno. Más tarde, tuvo diferencias con ella sobre la dirección que estaba tomando la cooperativa, centrándose únicamente en los objetivos de producción y rendimiento a través de la corporatización y la competencia a expensas de debilitar las instituciones cooperativas del país. Por ejemplo, la comercialización ya no permanece en las cooperativas de agricultores y se entrega a intereses privados o corporativos, ya que eso significaría renunciar a la capacidad de determinar el precio a pagar por los consumidores, la calidad del producto que se les ofrecerá, y perder la "parte del león" del dinero pagado por el consumidor a estas empresas.
Renunció al cargo de presidente de GCMMF en 2006 tras perder el apoyo de los nuevos miembros en la junta de gobierno y el aumento de la disidencia de sus protegés (algunos se refieren a su ética de trabajo como dictatorial) respaldados por fuerzas políticas desesperadas por hacer incursiones en los sindicatos de distrito de la cooperativa lechera.
Tribhuvandas Patel le entregó la presidencia de la Fundación Tribhuvandas, una ONG que trabaja en la salud de la mujer y el niño en el distrito de Kheda, ya que la confianza comenzó a crecer rápidamente después de recibir subvenciones extranjeras.
El control sobre el grupo Amul GCMMF se ha disputado constantemente en los tribunales.

## En la cultura popular
El cineasta Shyam Benegal quería hacer de Manthan ("batir el océano de leche", en la mitología hindú) una historia basada en Amul, pero carecía de fondos. Kurien consiguió que su medio millón de agricultores miembros contribuyeran con dos rupias para hacer la película, que se estrenó en 1976. Muchos agricultores vinieron a ver "su película" y la hicieron un éxito en la taquilla, lo que animó a los distribuidores a lanzarla al público nacional.[cita requerida]En 2005, escribió el libro Yo también tenía un sueño, una narrativa sobre el empoderamiento de los agricultores y el desarrollo de las cooperativas de leche en la India, cuya versión en audio fue producida por Atul Bhide.
El éxito de Manthan inspiró a Kurien con otra idea. Un veterinario, un técnico en leche y un especialista en forrajes recorrían otras partes del país en la vida real con la película para persuadir a los agricultores de que formaran sus propias cooperativas. El PNUD utilizó la película para iniciar cooperativas similares en América Latina y la proyectó en África.
El apoyo de Kurien fue crucial para que la campaña publicitaria "Amul girl " fuera una de las más duraderas,. y que Surabhi, una serie de televisión sobre la cultura india que atrajo millones de cartas de los espectadores, fuese una de las más duraderas en la televisión nacional durante la década de 1990
En 2013, Amar Chitra Katha publicó el cómic Verghese Kurien: The Man with the Billion Liter idea. Al libro se le dio la sinopsis 'La historia del Dr. Kurien es la historia de Amul.

## Muerte
Kurien falleció a causa de una enfermedad a los 90 años, el 9 de septiembre de 2012 en un hospital de Nadiad cerca de Anand. Su esposa, Molly, recibió a los visitantes en Anand. Kurien se crio como cristiano antes de convertirse en ateo. Fue incinerado, y actualmente viven una hija, Nirmala, y un nieto.

## Reconocimientos y honores
En 2014, los principales grupos lecheros del país, junto con la Asociación de Lecheras de la India, resolvieron celebrar el cumpleaños de Kurien, el 26 de noviembre, como el Día Nacional de la Leche. La Universidad Estatal de Michigan y la Universidad Sueca de Ciencias Agrícolas le habían otorgado títulos honoríficos.
| Año  | Premio u honor                    | Organización adjudicadora                       |
| ---- | --------------------------------- | ----------------------------------------------- |
| 1963 | Premio Ramón Magsaysay            | Fundación Premio Ramón Magsaysay                |
| 1965 | Padma Shri                        | Gobierno de India                               |
| 1966 | Padma Bhushan                     | Gobierno de India                               |
| 1986 | Premio Wateler de la Paz          | Fundación Carnegie (Países Bajos)               |
| 1986 | Krishi Ratna                      | Gobierno de India                               |
| 1989 | Premio Mundial de la Alimentación | Fundación del Premio Mundial de la Alimentación |
| 1993 | Persona internacional del año     | Exposición mundial de productos lácteos         |
| 1997 | Orden del Mérito Agrícola         | Ministerio de Agricultura, Francia              |
| 1999 | Padma Vibhushan                   | Gobierno de India                               |

Kurien encabezó o estuvo en las juntas de varias instituciones públicas y recibió doctorados honorarios de universidades de todo el mundo. En su memoria se llevan a cabo conferencias de eminentes oradores para aplicar "lecciones del sector lácteo" a través de su trabajo a problemas rurales en curso, como "un modelo de Amul para las legumbres", para transmitir estrategias de gestión para el sector social rural de la India. organización, o utilizar su trabajo para recaudar fondos y promover el "crecimiento con justicia". Kurien también recibió el Premio Nacional Red & White Lifetime Achievements (ahora conocido como Godfrey Phillips Bravery Awards).